# Mariusz Piasecki (hokeista)
Mariusz Piasecki (ur. 20 grudnia 1960) – polski hokeista.
Zawodnik grający na pozycji napastnika. W latach 1979–1988 bronił barw Łódzkiego Klubu Sportowego, dla którego w ekstraklasie strzelił ponad 100 bramek. Był powoływany do reprezentacji juniorów.